# Кан (Красноярский край)
Кан — посёлок в Саянском районе Красноярского края. Входит в состав Тугачинского сельсовета.

## История
Посёлок основан в 1930-е годы, как отделение Тугачинского ИТЛ Краслага, в котором заключенные занимались сплавкой леса.

## Население
| 2010 |
| ---- |
| 13   |